# Championnat de Norvège de hockey sur glace
Le championnat de Norvège de hockey sur glace se nomme Fjordkraft-ligaen du nom du sponsor de la ligue, Fjordkraft. Dix équipes s'affrontent au cours de la saison régulière à l'issue de laquelle, les huit meilleures équipes jouent les séries éliminatoires pour déterminer le champion. Les deux dernières équipes de la saison jouent une poule de promotion / relégation avec les deux meilleures équipes de la division inférieure, la 1. divisjon.

## Historique
La ligue a porté plusieurs nom depuis ses débuts : nommée 1. divisjon jusqu'en 1990, elle a ensuite été rebaptisée Eliteserien de 1990 à 2004, UPC Ligaen de 2004 à 2007 et GET ligaen de 2007 à 2020. En 2020, elle prend le nom d'un nouveau sponsor Fjordkraft-ligaen.

## Palmarès
Cette section présente la liste des champions de Norvège par année. Le nom du club écrit est celui inscrit par la fédération norvégienne de hockey ; le chiffre entre parenthèses indique le nombre de titre de l'équipe depuis ses débuts.
- Année 1930 :
  - 1935 : Ski- og Fotballklubben Trygg (1)
  - 1936 : Sportsklubben Grane (1)
  - 1937 : Sportsklubben Grane (2)
  - 1938 : Ski- og Fotballklubben Trygg (2)
  - 1939 : Sportsklubben Grane (3)
- Années 1940 :
  - 1940 : Sportsklubben Grane (4)
  - 1941 à 1945 : non disputé
  - 1946 : Forward Oslo (1)
  - 1947 : IL Mode (1)
  - 1948 : Sportsklubben Strong (1)
  - 1949 : Furuset Idrettsforening (1)
- Années 1950 :
  - 1950 : Gamlebyen Idrettsforening (1)
  - 1951 : Furuset Idrettsforening (2)
  - 1952 : Furuset Idrettsforening (3)
  - 1953 : Gamlebyen Idrettsforening (2)
  - 1954 : Furuset Idrettsforening (4)
  - 1955 : Gamlebyen Idrettsforening (3)
  - 1956 : Gamlebyen Idrettsforening (4)
  - 1957 : Gamlebyen Idrettsforening (5)
  - 1958 : Gamlebyen Idrettsforening (6)
  - 1959 : Gamlebyen Idrettsforening (7)
- Années 1960 :
  - 1960 : Vålerengens Idrettsforening (1)
  - 1961 : Ishockeyklubben Tigrene (1)
  - 1962 : Vålerengens Idrettsforening (2)
  - 1963 : Vålerengens Idrettsforening (3)
  - 1964 : Gamlebyen Idrettsforening (8)
  - 1965 : Vålerengens Idrettsforening (4)
  - 1966 : Vålerengens Idrettsforening (5)
  - 1968 : Vålerengens Idrettsforening (6)
  - 1967 : Vålerengens Idrettsforening (7)
  - 1969 : Vålerengens Idrettsforening (8)
- Années 1970 :
  - 1970 : Vålerengens Idrettsforening (9)
  - 1971 : Vålerengens Idrettsforening (10)
  - 1972 : Hasle-Loren Idrettslag (1)
  - 1973 : Vålerengens Idrettsforening (11)
  - 1974 : Hasle-Loren Idrettslag (2)
  - 1975 : Frisk (1)
  - 1976 : Hasle-Loren Idrettslag (3)
  - 1977 : Idrettslaget Manglerud/Star (1)
  - 1978 : Idrettslaget Manglerud/Star (2)
  - 1979 : Frisk (2)
- Années 1980 :
  - 1980 : Furuset Idrettsforening (5)
  - 1981 : Idrettslaget Stjernen (1)
  - 1982 : Vålerengens Idrettsforening (12)
  - 1983 : Furuset Idrettsforening (6)
  - 1984 : Idrettslaget Sparta (1)
  - 1985 : Vålerengens Idrettsforening (13)
  - 1986 : Idrettslaget Stjernen (2)
  - 1987 : Vålerengens Idrettsforening (14)
  - 1988 : Vålerengens Idrettsforening (15)
  - 1989 : Idrettslaget Sparta (2)
- Années 1990 :
  - 1990 : Furuset Idrettsforening (7)
  - 1991 : Vålerengens Idrettsforening (16)
  - 1992 : Vålerengens Idrettsforening (17)
  - 1993 : Vålerengens Idrettsforening (18)
  - 1994 : Lillehammer IK (1)
  - 1995 : Storhamar IL (1)
  - 1996 : Storhamar IL (2)
  - 1997 : Storhamar IL (3)
  - 1998 : Vålerenga ishockey (19)
  - 1999 : Vålerenga ishockey (20)
- Années 2000 :
  - 2000 : Storhamar IL (4)
  - 2001 : Vålerenga ishockey (21)
  - 2003 : Vålerenga ishockey (22)
  - 2002 : IF Frisk Tigers Asker (3)
  - 2004 : Storhamar ishockey (5)
  - 2005 : Vålerenga ishockey (23)
  - 2006 : Vålerenga ishockey (24)
  - 2007 : Vålerenga ishockey (25)
  - 2008 : Storhamar ishockey (6)
  - 2009 : Vålerenga ishockey (26)
- Années 2010 :
  - 2010 : Stavanger Oilers (1)
  - 2011 : IL Sparta Ishockey Elite (3)
  - 2012 : Stavanger Oilers (2)
  - 2013 : Stavanger Oilers (3)
  - 2014 : Stavanger Oilers (4)
  - 2015 : Stavanger Oilers (5)
  - 2016 : Stavanger Oilers (6)
  - 2017 : Stavanger Oilers (7)
  - 2018 : Storhamar IL (5)
  - 2019 : IF Frisk Tigers Asker (4)
  - 2020 : annulé
- Années 2020 :
  - 2021 : annulé
  - 2022 : Stavanger Oilers (8)